# Azerbaijan Tower
L'Azerbaijan Tower (in azero: Azərbaycan Qülləsi, in italiano: Torre Azerbaigian) è un progetto di grattacielo di oltre mille metri di altezza alle isole Khazar, un arcipelago artificiale in costruzione nel Mar Caspio, a sud della penisola di Absheron, circa 23 km a sud-ovest di Baku, in Azerbaigian.
La sua considerevole altezza di 1050 m gli permetterebbe di diventare l'edificio più alto del mondo, superando il Burj Khalifa e la Jeddah Tower.

## Progetto
Il presidente Avesta Group of Companies, Ibrahim Ibrahimov, ha dichiarato che la Torre dell'Azerbaigian si innalzerebbe a circa 1.051 m (3.448 piedi) con 189 piani. 
La torre da $ 2 miliardi doveva essere il fulcro delle Isole Khazar, una città da $ 100 miliardi composta da 41 isole artificiali che si estenderanno per 3000 ettari sul Mar Caspio.  La città ha in programma di ospitare 1 milione di residenti, contenere 150 scuole, 50 ospedali e asili nido, numerosi parchi, centri commerciali, centri culturali, campus universitari e un circuito di Formula 1.   La città sarà dotata di 150 ponti e un grande aeroporto municipale per collegare le isole alla terraferma.  
Ibrahim ha detto ai giornalisti che gli investitori americani, turchi, arabi e cinesi hanno già mostrato il loro interesse per il progetto che sarà, nelle sue parole, come una "nuova Venezia". 
La costruzione della Torre dell'Azerbaigian era prevista per l'inizio nel 2015, cosi da essere completata entro il 2019. Successivamente, questo progetto di costruzione è stato annullato, anche in seguito alle diverse vicende legali di Ibrahimov nel 2015 . L'intero progetto delle isole Khazar era inizialmente stato schedulato per essere completato tra il 2020 e il 2025. 